# 緬甸金絲猴
緬甸仰鼻猴或黑仰鼻猴（学名：Rhinopithecus strykeri）是缅甸和中国北部交界处特有的一种仰鼻猴（亦称金丝猴），體毛黑色。当地人称之为“mey nwoah”或“myuk na tok te”，意思是“鼻子上翘的猴子”。2012和2016年在中国云南发现了两群这种仰鼻猴 。
該物种发现于2010年，科学家只见过一只活体，种群数量依靠猎人和尸体的信息估算，缅甸大约有260只至330只，中国有200只。其主要生存威胁来自于捕熊陷阱，以及大量涌入的中国伐木公司对其栖息地的威胁。
中国科学家运用生态位模型预测了过去15年中怒江金丝猴栖息地的分布和变化规律。结果显示，怒江金丝猴栖息地分布在怒江和恩梅开江之间3580平方千米的狭小区域内。
该物种食物极其多样化，科学家研究发现其食用170多种植物和15种地衣（真菌）。